# Termes, Lozère
Termes är en kommun i departementet Lozère i regionen Occitanien i södra Frankrike. Kommunen ligger i kantonen Fournels som tillhör arrondissementet Mende. År 2022 hade Termes 219 invånare.

## Befolkningsutveckling
Antalet invånare i kommunen Termes
| Referens: INSEE |